# Adoncholaimus longispiculatus
Adoncholaimus longispiculatus is een rondwormensoort uit de familie van de Oncholaimidae. De wetenschappelijke naam van de soort is voor het eerst geldig gepubliceerd in 2007 door Gagarin & Thanh.